# Episodi di Sesto senso (serie televisiva) (prima stagione)
Di seguito l'elenco degli episodi della prima stagione della serie televisiva Sesto senso. 
| n° | Titolo originale                      | Titolo italiano                         | Prima TV USA | Prima TV Italia |
| -- | ------------------------------------- | --------------------------------------- | ------------ | --------------- |
| 1  | I Do Not Belong to the Human World    | Non faccio parte del mondo umano        |              |                 |
| 2  | The heart that wouldn't stay buried   | Un cuore che non vuole farsi seppellire |              |                 |
| 3  | Lady, Lady, Take My Life              | Signora prendi la mia vita              |              |                 |
| 4  | The house that cried murder           | La casa che gridò: all'omicidio!        |              |                 |
| 5  | The man who died at three and nine    | L'uomo che moriva alle 3 e alle 9       |              |                 |
| 6  | Can a Dead Man Strike from the Grave? | Può colpire un uomo morto?              |              |                 |
| 7  | With This Ring, I Thee Kill!          | Con questo anello io ti uccido          |              |                 |
| 8  | Witch, Witch, Burning Bright          | Strega, strega brucia!                  |              |                 |
| 9  | Eye of the Haunted                    | L'occhio della vittima                  |              |                 |
| 10 | Echo of a Distant Scream              | L'eco di un grido in lontananza         |              |                 |
| 11 | Whisper of Evil                       | Il sussurro del Diavolo                 |              |                 |
| 12 | The Shadow in the Well                | Ombre nel pozzo                         |              |                 |
| 13 | Face of Ice                           | Faccia di ghiaccio                      |              |                 |